# لودویگ فویرباخ
لودویگ آندریاس فون فویرباخ (به آلمانی: Ludwig Andreas Feuerbach) ‏ (۱۸۰۴–۱۸۷۲) فیلسوف آلمانی بود. او از شاگردان هگل بود ولی به‌زودی از اندیشه‌های هگل دور شد و به اصالت حس و ماده‌باوری گروید. کتاب مشهور او «جوهر مسیحیت» تأثیر زیادی در فیلسوفان و متفکران مادی و منتقد مذهب داشت.
او فرزند پاول یوهان آنزلم ریتر فن فویرباخ حقوقدان و برادر کارل ویلهلم فوئرباخ هندسه‌دان بود.
فویرباخ با کارل مارکس نیز مکاتبه داشت و مارکس و انگلس هردو از کارها و افکار او تأثیر گرفتند. مارکس جزوه «تزهایی درباره فویرباخ» را در جریان گذشتن از اندیشه‌های فویرباخ نوشت.
فویرباخ به عنوان عضوی از «هگلی‌های جوان»، به نقد آنچه که فروکاست هگلی جوهر انسان به خودآگاهی می‌نامید، پرداخت و تلاش نمود تا ارتباط میان ایدئالیسم فلسفی و مذهب را ثابت کند. در رد فلسفه هگل و دفاع از ماده‌باوری، نقد ایدئالیسم و مذهب، فویرباخ بر طبیعت «بیولوژیک» خالص و فردی آدمی تأکید کرد. او اندیشه را به صورت فرایندی صرفاً انعکاسی می‌دید و در فهمش از تاریخ یک ایدئالیست باقی‌ماند. با این حال نقد او بر ایدئالیسم هگلی بستر کار مارکس و انگلس را فراهم نمود. فویرباخ که مارکس او را «فاتح راستین فلسفه قدیم» می‌نامید، دو سال پیش از مرگش به حزب سوسیال دموکراتیک آلمان پیوست، اما از نظر سیاسی فعال نبود و همواره اختلافات خود را با مارکس حفظ کرد.
مارکس و انگلس هر دو به‌شدت از فویرباخ تأثیر پذیرفته‌اند، با این حال او را به دلیل ماده‌باوری برابر ایستا (Gegenstand) محور و منفعلانه‌اش عمیقاً نقد می‌کردند: تزهایی درباره فویرباخ؛ ایدئولوژی آلمانی؛ لودویگ فویرباخ و پایان فلسفه کلاسیک آلمان و….